# Christoph Wilhelm Busolt
Christoph Wilhelm Busolt (* 6. Februar 1771 in Buchholz bei Landsberg (Ostpreußen); † 1831 in Königsberg i. Pr.) war ein deutscher Pädagoge und Vorkämpfer demokratischer Erziehungsideale. 

## Leben
Busolt besuchte das Altstädtische Gymnasium (Königsberg). Als Pfarrerssohn studierte er an der Albertus-Universität Königsberg ebenfalls Evangelische Theologie; er wurde aber nicht Geistlicher, weil er sich der Erziehung seiner Mitmenschen verpflichtet sah. Nach dem Vorbild von Johann Heinrich Pestalozzi wollte er 1795 in Königsberg eine Bürgerschule errichten; bei der Stadtverwaltung fand er keine Unterstützung. Ab 1795 unterrichtete er am Altstädtischen Gymnasium. 1798 wurde an der Albertina zum Dr. phil. promoviert. Im selben Jahr heiratete er Luise Gramatzki, die Tochter eines wohlhabenden Geschäftsmannes (Gramatzki-Stift). Er gab den Unterricht auf und besuchte Schulen in ganz Deutschland. 1800 nach Königsberg zurückgekehrt, wurde er in die Kommission für Kirchen und Schulen berufen. Als Napoleon Bonaparte Preußen besetzt hatte, wurde Busolt 1809 in Königsbergs neues Stadtparlament gewählt. Es hatte 102 Mitglieder. Im selben Jahr wurde er in die von Wilhelm von Humboldt geleitete Kommission zur Reform der Königsberger Schulen berufen. In der Franzosenzeit engagierte er sich von 1807 bis 1810 stark für die Preußischen Reformen.
Als Theodor Gottlieb von Hippel der Ältere gestorben war, kaufte Busolt dessen Park und Landhaus auf den Hufen (Königsberg). Seiner Frau zu Ehren nannte er das Anwesen Luisenwahl. Im Sommer 1808 und 1809 stellte er es der königlichen Familie von Friedrich Wilhelm III. und Königin Luise zur Verfügung. Die Straße (und ein Platz) am Nordrand von Luisenwahl trug bis 1945 Busolts Namen. Später zog Busolt in ein Haus am Paradeplatz (Königsberg). Dort nahm er August Neidhardt von Gneisenau für einige Monate auf. Busolt wurde nur 50 Jahre alt.

## Werke
- Rechenbuch für Kinder. Königsberg 1798.
- 30jährige Erfahrungen aus Beobachtungen über Erziehung, Unterricht und Selbstentwicklung. Königsberg 1829.